# أناند شارما
أناند شارما (بالهندية: आनंद शर्मा)‏ (بالإنجليزية: Anand Sharma)‏ هو سياسي هندي، ولد في 5 يناير 1953 في شيملا في الهند. حزبياً، نشط في المؤتمر الوطني الهندي. وقد انتخب عضو راجيا سابها ‏ عن دائرة Himachal Pradesh ‏ وقد انضم خلال فترته النيابية للكتلة البرلمانية المؤتمر الوطني الهندي.